# Cascina Pozzobonelli
La Cascina Pozzobenelli era una cascina di Milano risalente al XV secolo. Dell'originario complesso sorto in aperta campagna rimangono oggi pochi resti inclusi nel tessuto urbano nei pressi della Stazione Centrale.

## Storia
La cascina fu costruita come residenza di campagna da Gian Giacomo Pozzobonelli in epoca sforzesca. I terreni furono acquistati negli anni sessanta del Quattrocento e su di essi venne dato inizio alla costruzione della villa che nacque forse sul luogo di un preesistente convento. Nella stessa epoca la potente famiglia dei Pozzobonelli, feudatari di Arluno, faceva edificare, sempre in forme rinascimentali di stampo bramantesco, il Palazzo Pozzobonelli-Isimbardi in Via dei Piatti (attuale civico 4) e il Palazzo Pozzobonelli nel comune di Vermezzo.
La cascina era costituita da un fabbricato a pianta rettangolare con due ampi cortili e vasti saloni; al di sotto si trovavano due ampie cripte semi interrate di otto volte ciascuna sostenute da colonne con capitelli rozzi e difformi. L'ampiezza delle cripte e dei saloni al piano terreno suggeriscono che la costruzione del fabbricato fosse iniziata con una certa larghezza di mezzi ma che poi non sia stata portata a termine. Dal lato nord, attraverso una porta incorniciata di terracotta con semplice decorazioni, si dipartiva un portichetto a dieci arcate, terminante con una cappella ottagonale, unica parte dell'edificio giunta fino a noi insieme a un breve tratto del portichetto.
Il declino della proprietà cominciò con la morte del cardinale Giuseppe Pozzobonelli, arcivescovo di Milano, avvenuta nel 1783. la gran parte del complesso fu demolita in più riprese fra il 1898, con l'apertura del viale Andrea Doria, ed il 1907, anno di inizio della costruzione dell'attuale Stazione Centrale.

## Architettura
Attualmente è visibile, dal lato sud di Piazza Luigi di Savoia, l'originaria cappella della villa, con parte del portico che la collegava al palazzo. Il portico presenta colonne in pietra con capitelli a motivi vegetali, che sorreggono quattro delle dieci originarie arcate a tutto sesto in cotto. La cappella presenta tre absidi semicilindriche, sormontate da un tamburo ottagonale aperto da oculi e concluso dalla lanterna. L'architettura dell'edificio rimanda ai modi di Donato Bramante, ed in particolare al tiburio di Santa Maria delle Grazie. All'interno dell'oratorio e sulle mura del portico sono presenti graffiti a monocromo, molto deperiti.

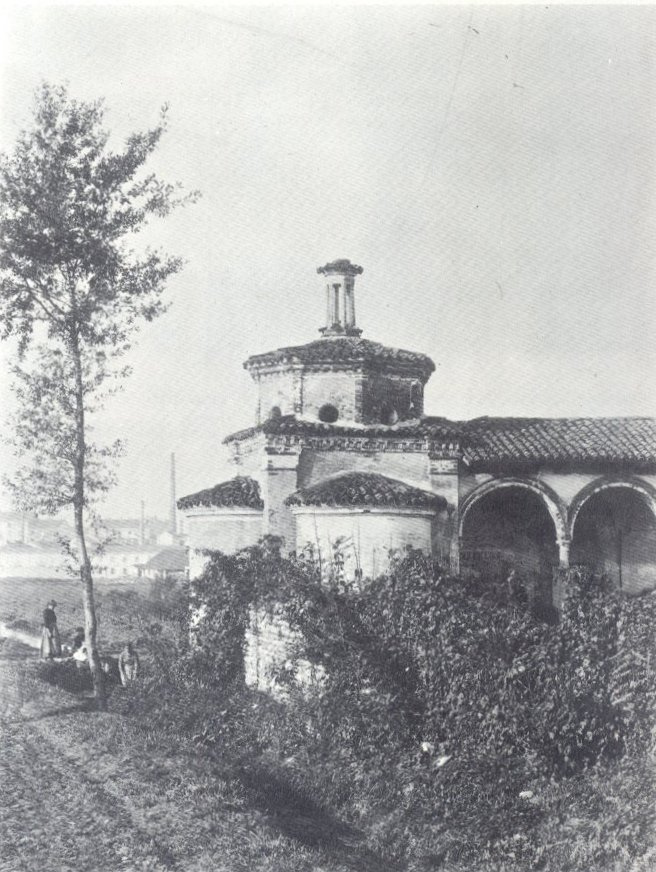
XIX secolo, l'oratorio
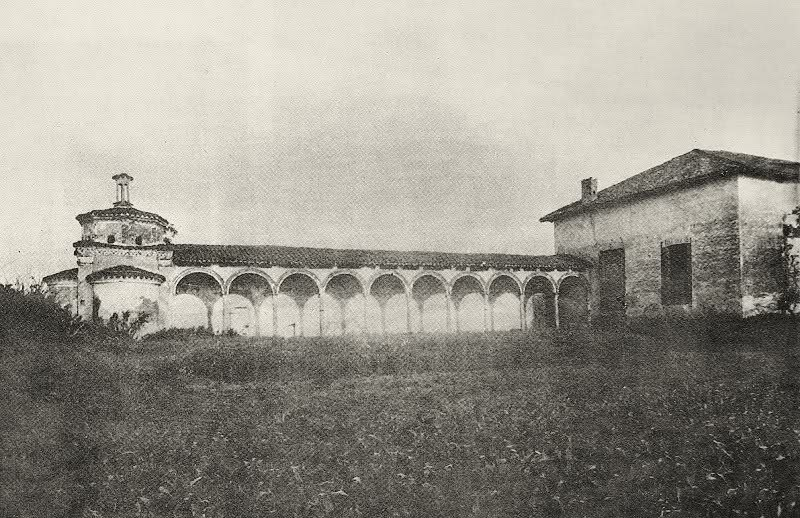
XIX secolo, il portico prima della demolizione
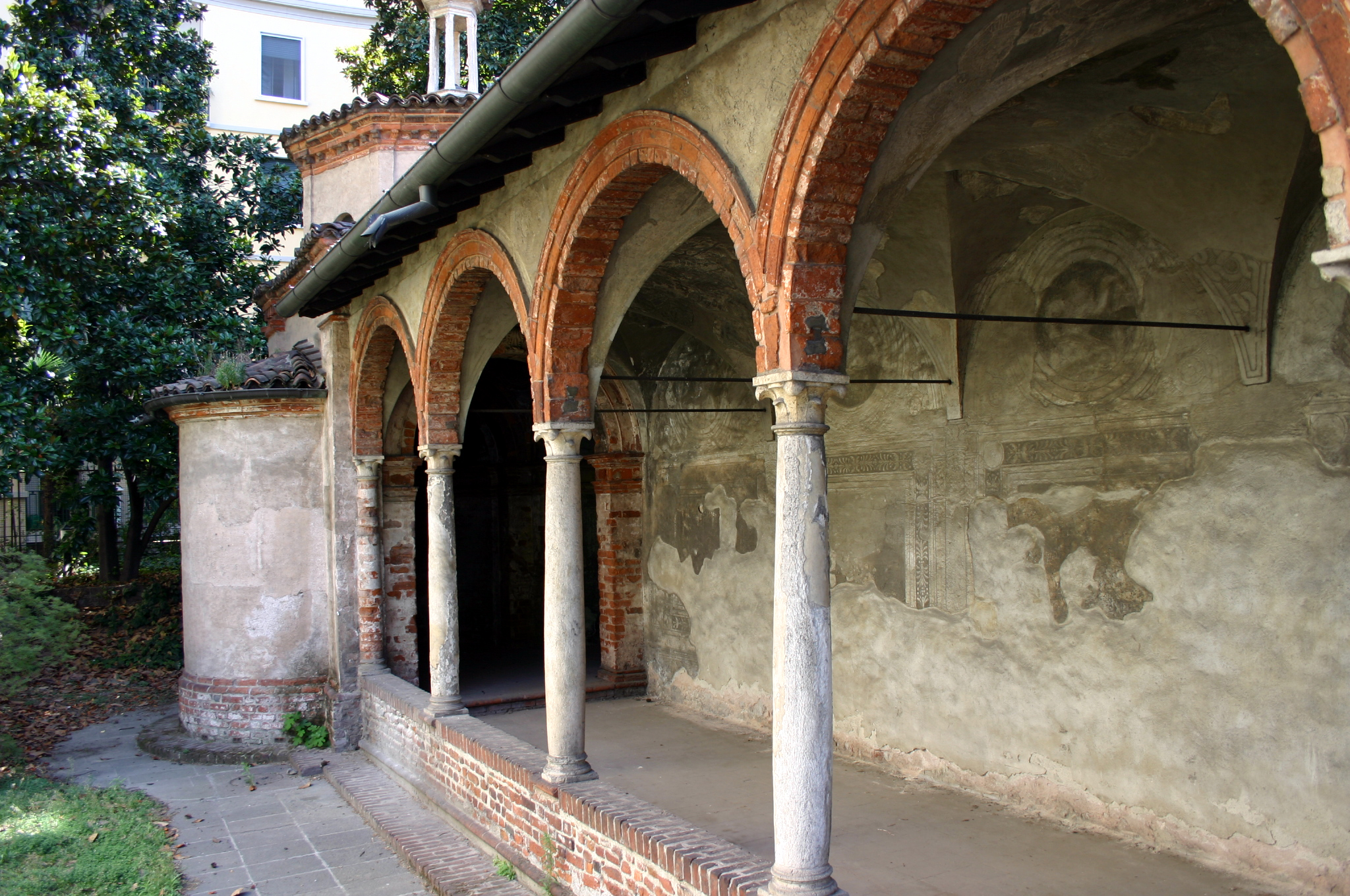
Nel 2007
fine secolo XIX veduta d'insieme dopo la demolizione